# Bedford Square
Pour les articles homonymes, voir Bedford.
Bedford Square est un square situé dans le district de Bloomsbury dans le borough de Camden à Londres, à deux pas du British Museum. Emblématique du style architectural georgien, Il fait partie des squares historiques les mieux conservés du XVIIIe siècle.

## Origine du nom
Le square doit son nom au titre de la famille Russell, ducs de Bedford et grands propriétaires à Bloomsbury.

## Historique

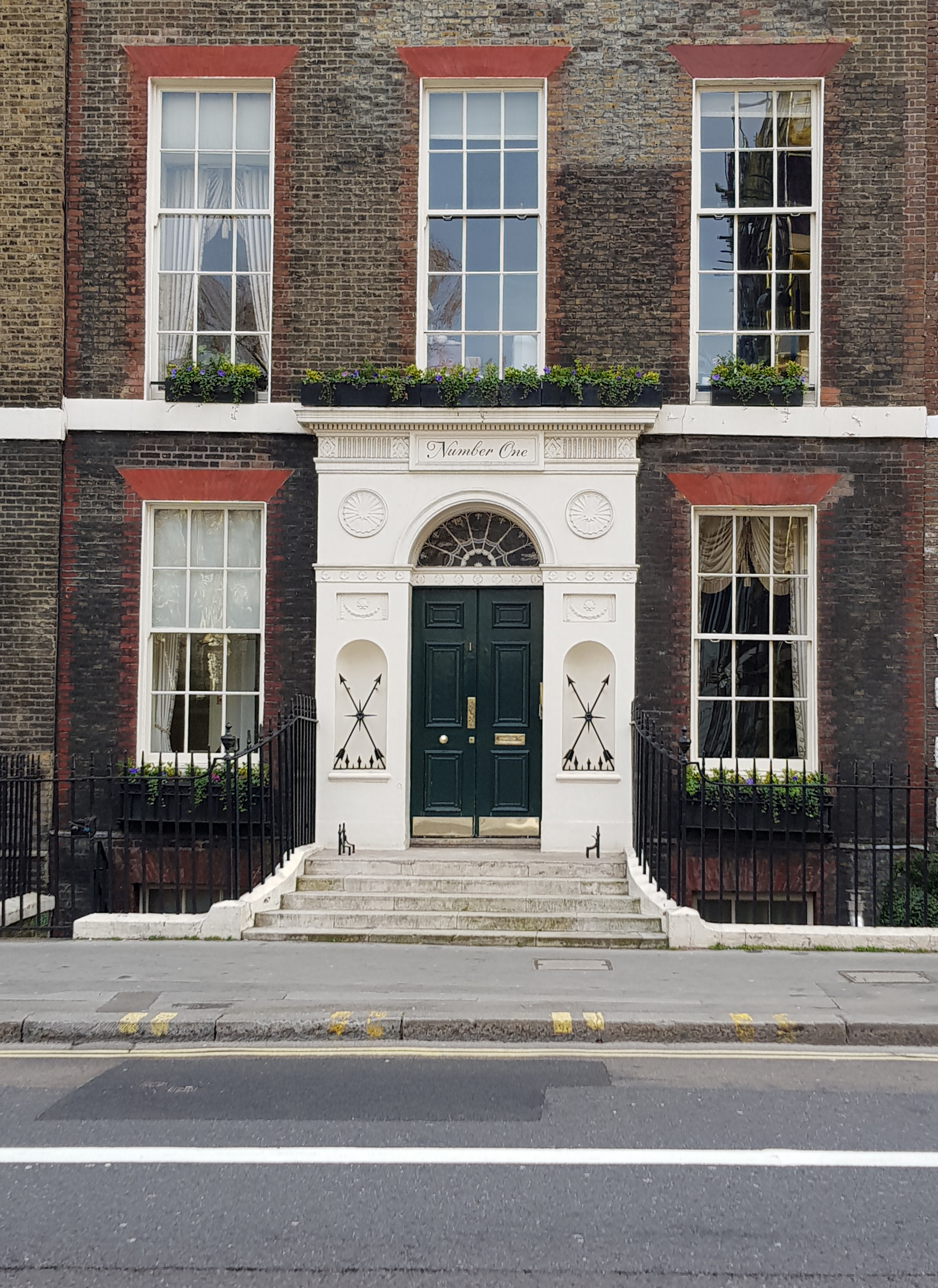
1 Bedford Square.

Bedford square fut construit entre 1775 et 1783. On attribue généralement sa conception à Thomas Leverton qui résida au n°13 du square, de 1781 jusqu'à sa mort en 1824. On cite également Robert Palmer qui avait travaillé avec James Adam.
Autrefois réservé à l'aristocratie, Bedford Square est célèbre pour ses illustres résidents, comme Lord Eldon, l'un des Lord Chancellor (lord chancelier, secrétaire d'État à la Justice), qui habitait dans la plus grande demeure du square. L'architecte William Butterfield, le fondateur de la revue médicale The Lancet Thomas Hodgkin, le romancier Anthony Hope y ont également résidé. Les blue plaques honorant les grandes figures historiques anglaises et qui ornent la façade des maisons sont là pour en témoigner. Aujourd'hui, la plupart des demeures ont été converties en bureaux en raison de l'augmentation considérable des loyers.
Occupants historiques :
- No 6 : Lord Eldon (1751-1838), lord chancelier
- No 11 : Henry Cavendish (1731-1810), scientifique
- No 13 : Thomas Leverton (1743-1824), architecte
- No 22 : Johnston Forbes-Robertson, acteur
- No 35 : Thomas Hodgkin (1798-1866), scientifique et fondateur du Lancet
- No 41 : William Butterfield (1814-1900), architecte
- No 41 : Anthony Hope Hawkins (1863-1933), écrivain
- No 43-45 : École Jeannine-Manuel
- No 48 : Elizabeth Jesser Reid, activiste anti-esclavagiste et fondatrice du Bedford College for Women

## Plaques commémoratives
Plusieurs maisons du square portent une blue plaque :

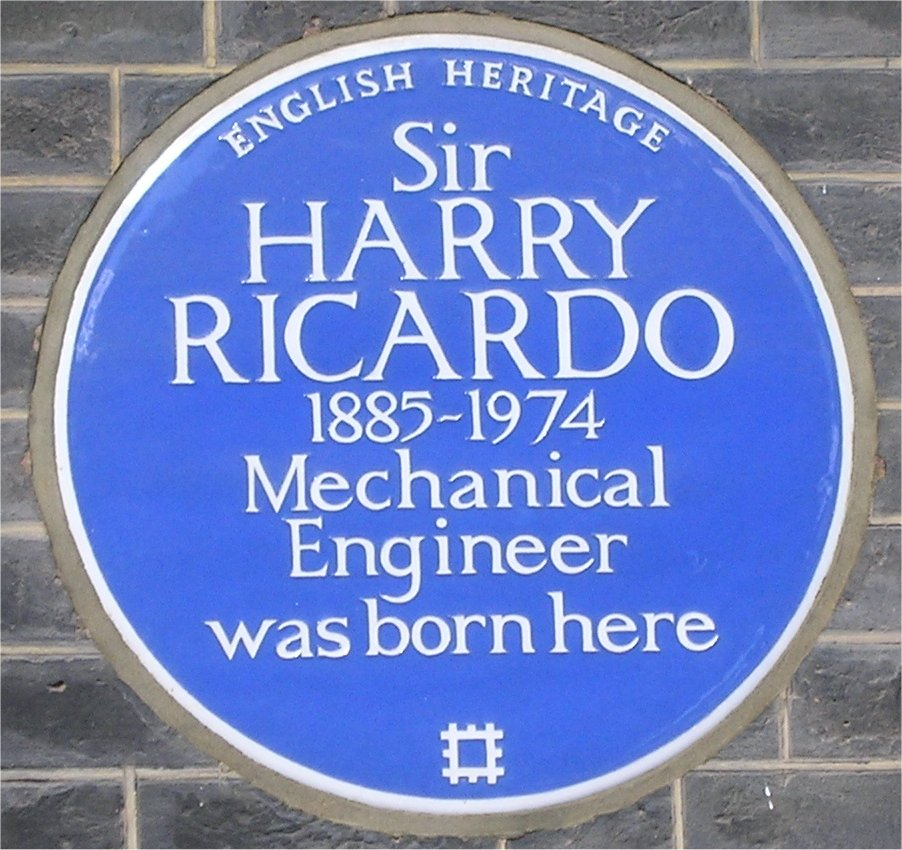
Harry Ricardo.
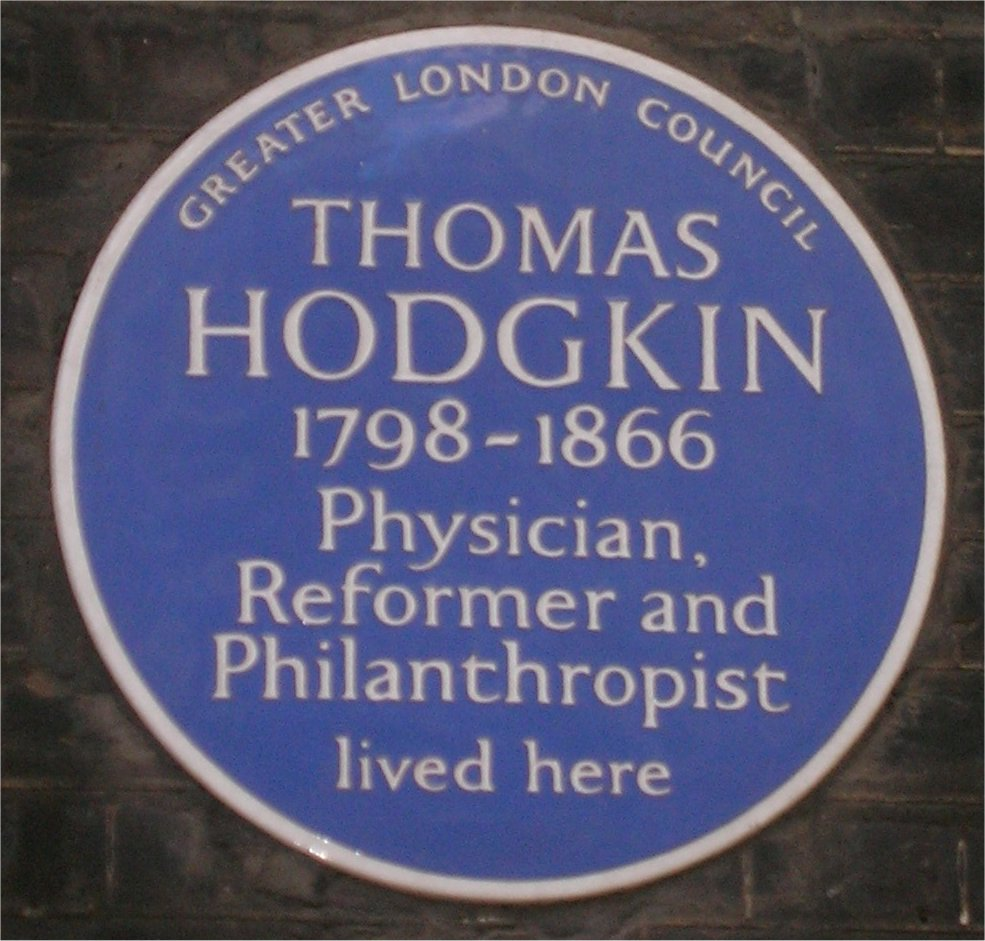
Thomas Hodgkin.
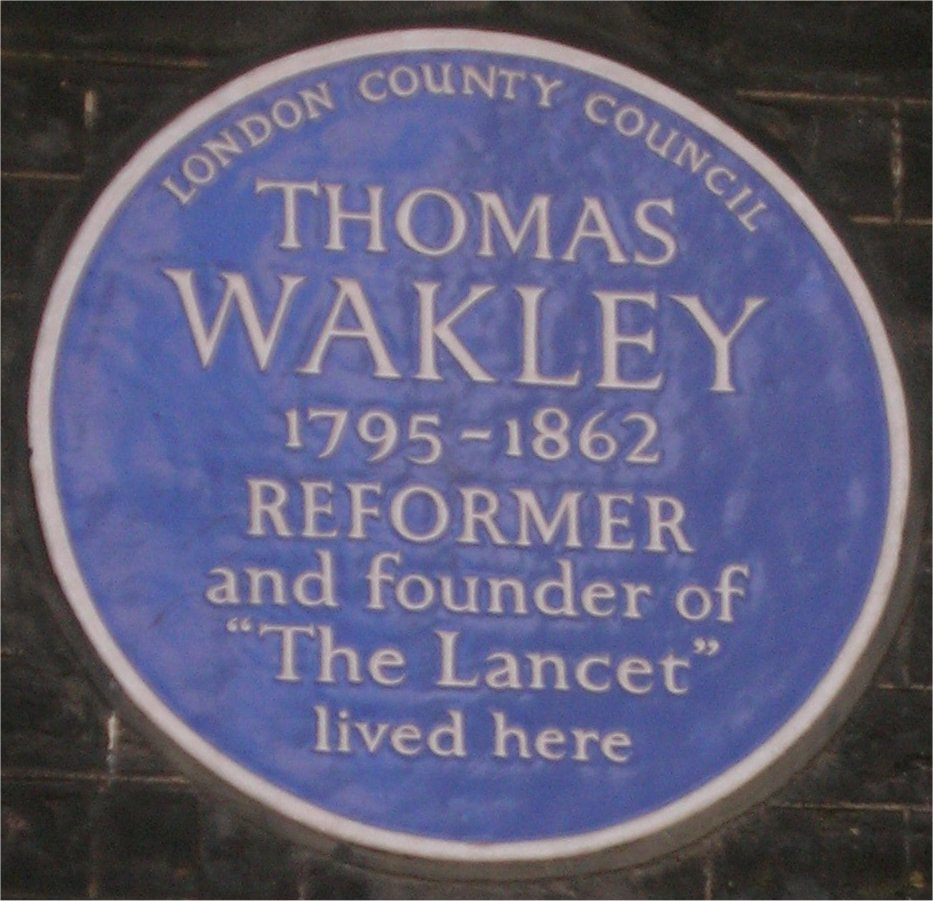
Thomas Wakley.
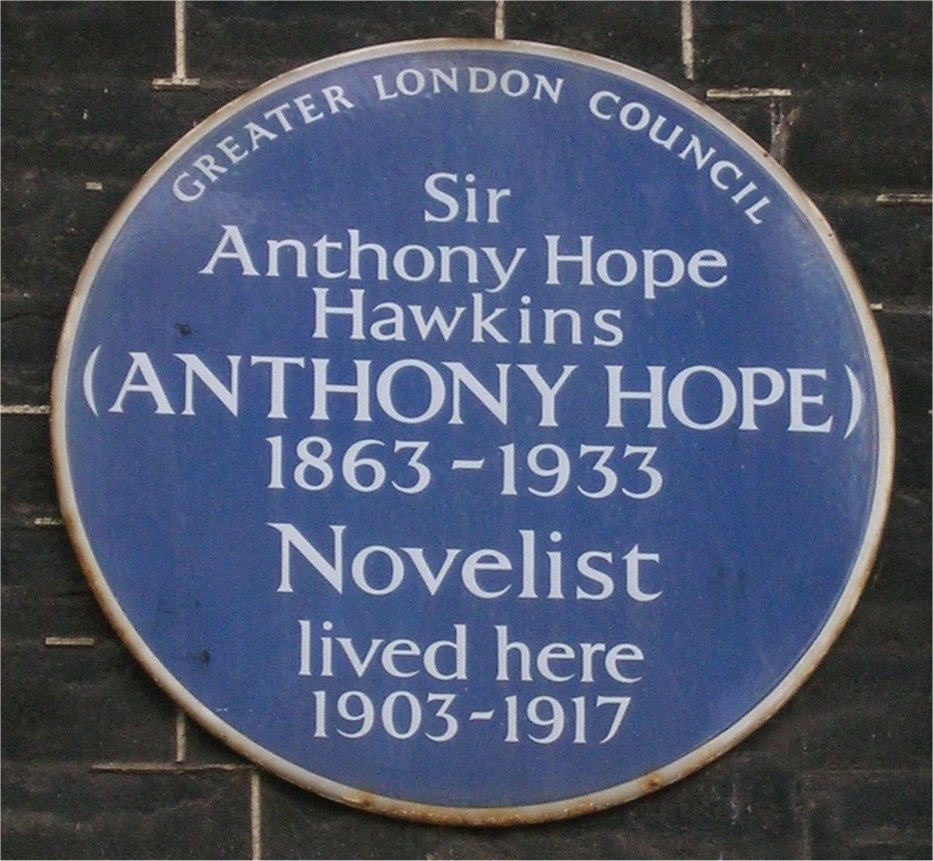
Anthony Hope Hawkins.
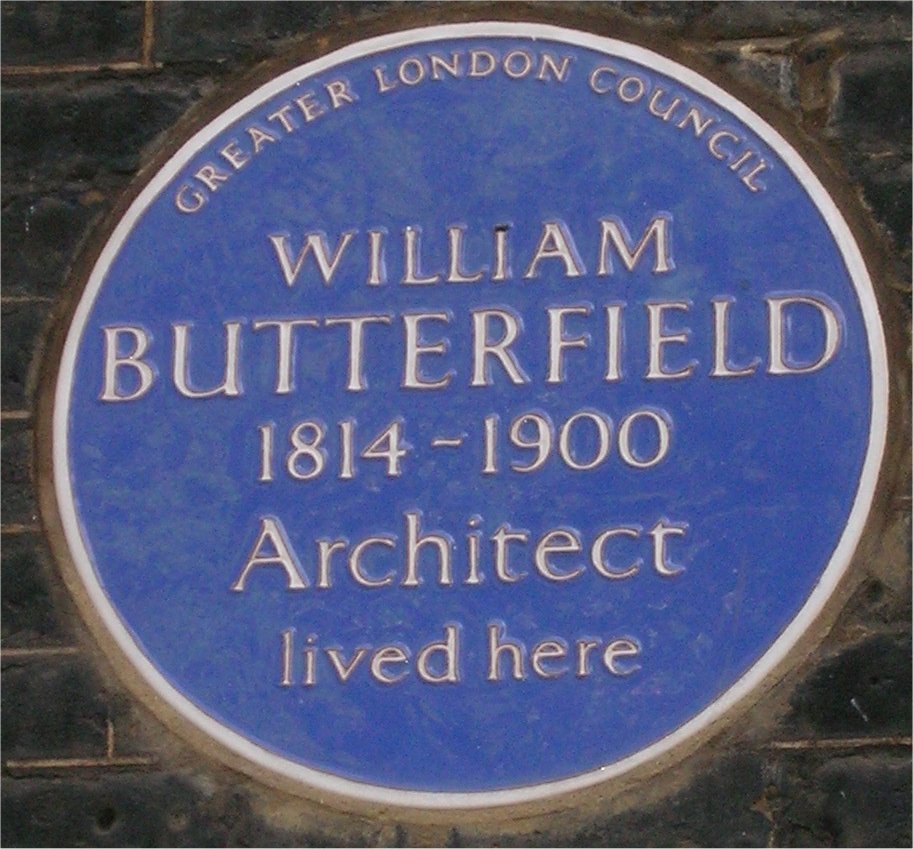
William Butterfield.
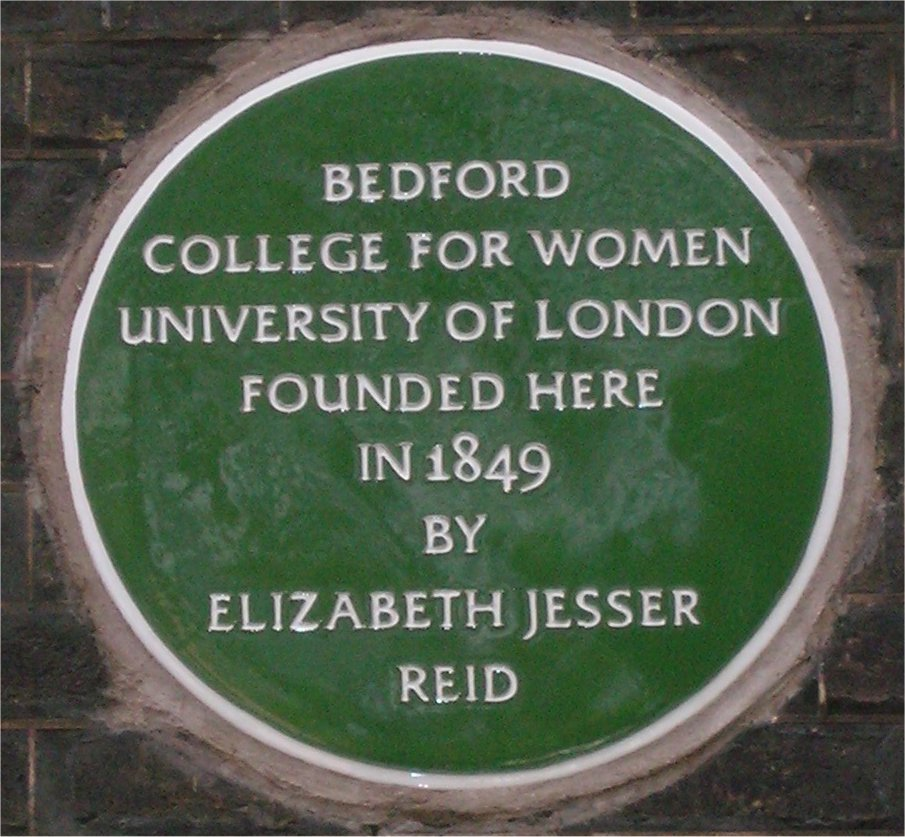
Elizabeth Jesser Reid.
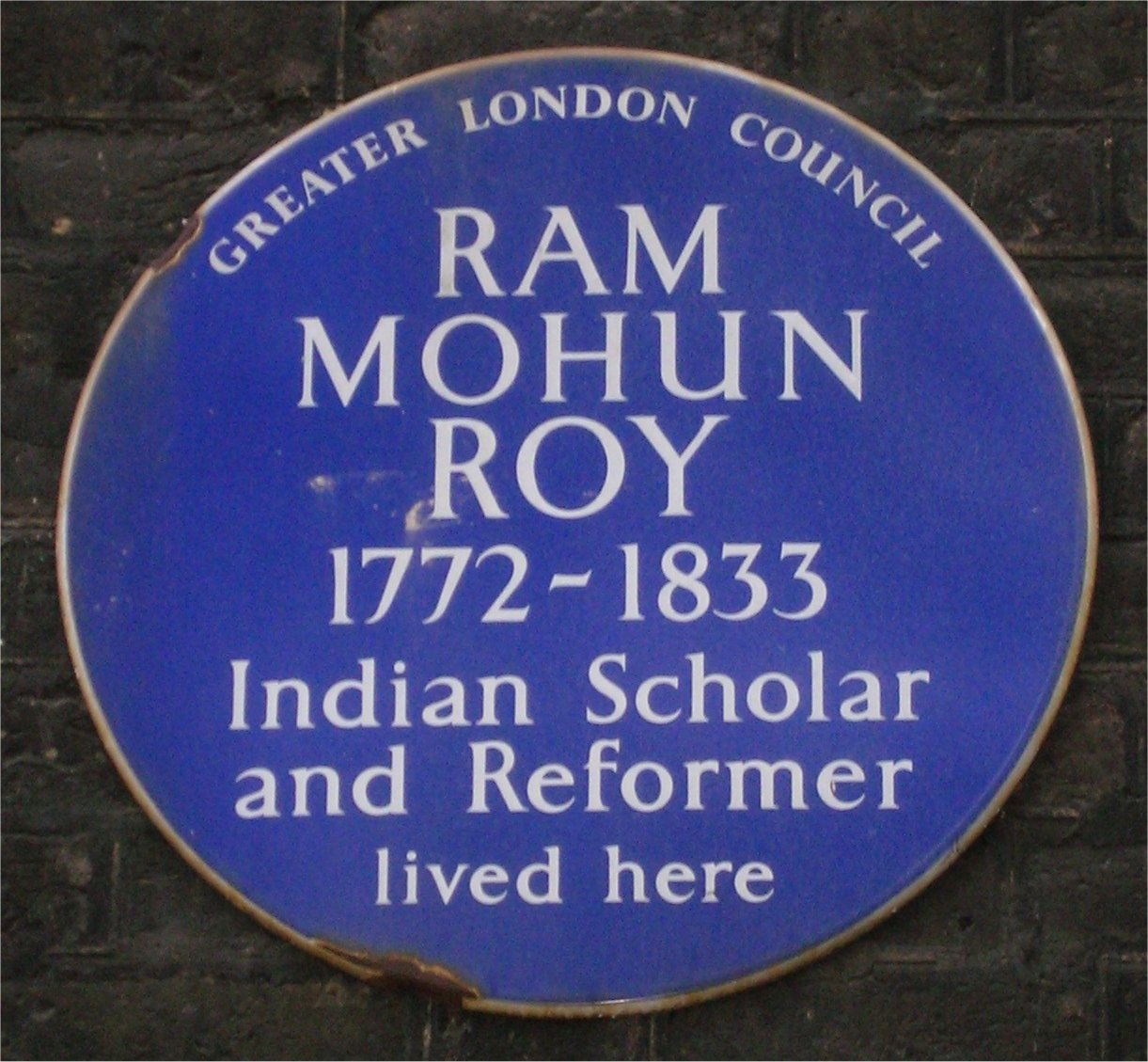
Ram Mohan Roy.
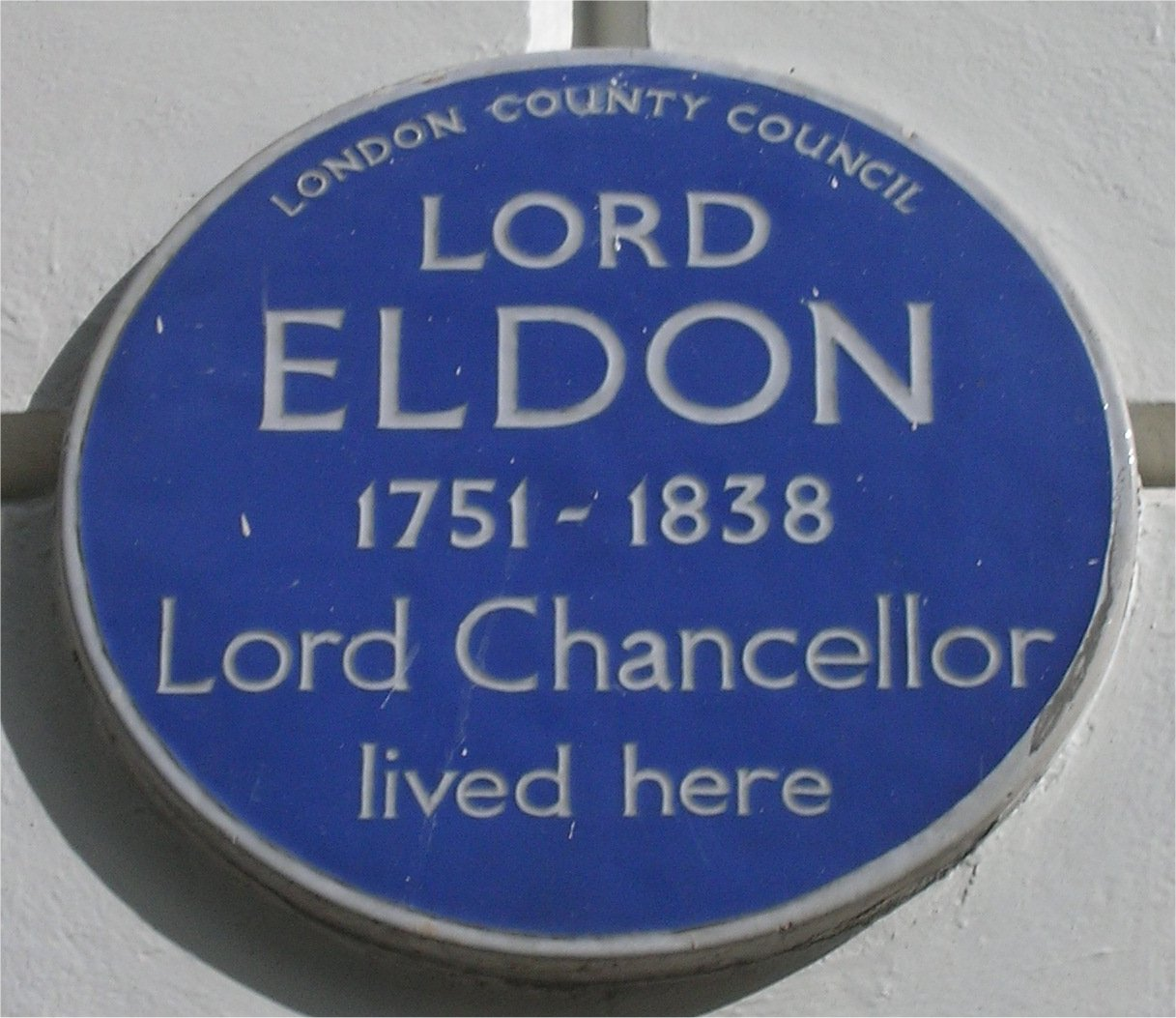
Lord Eldon.

## Architecture

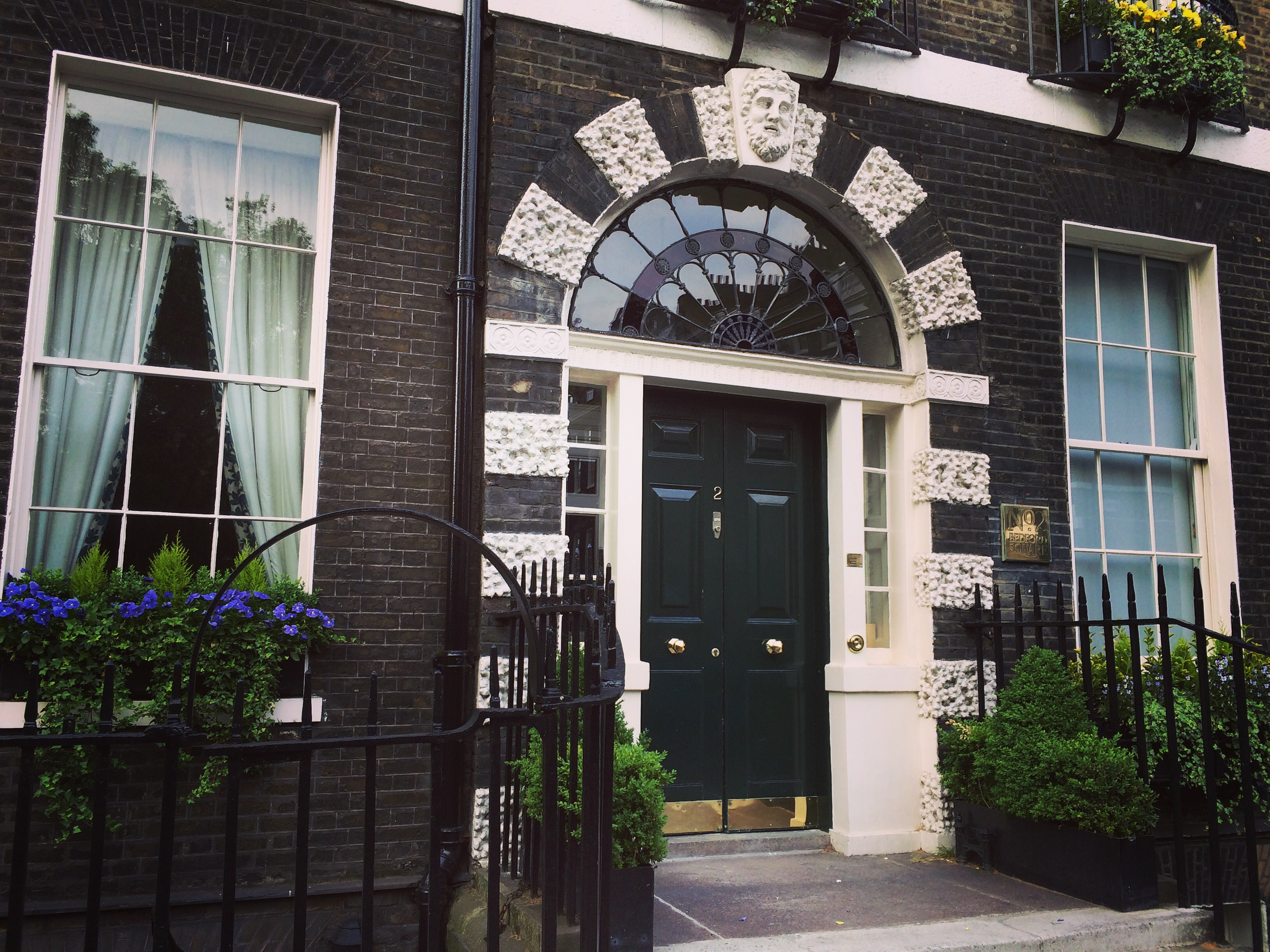
2 Bedford Square.

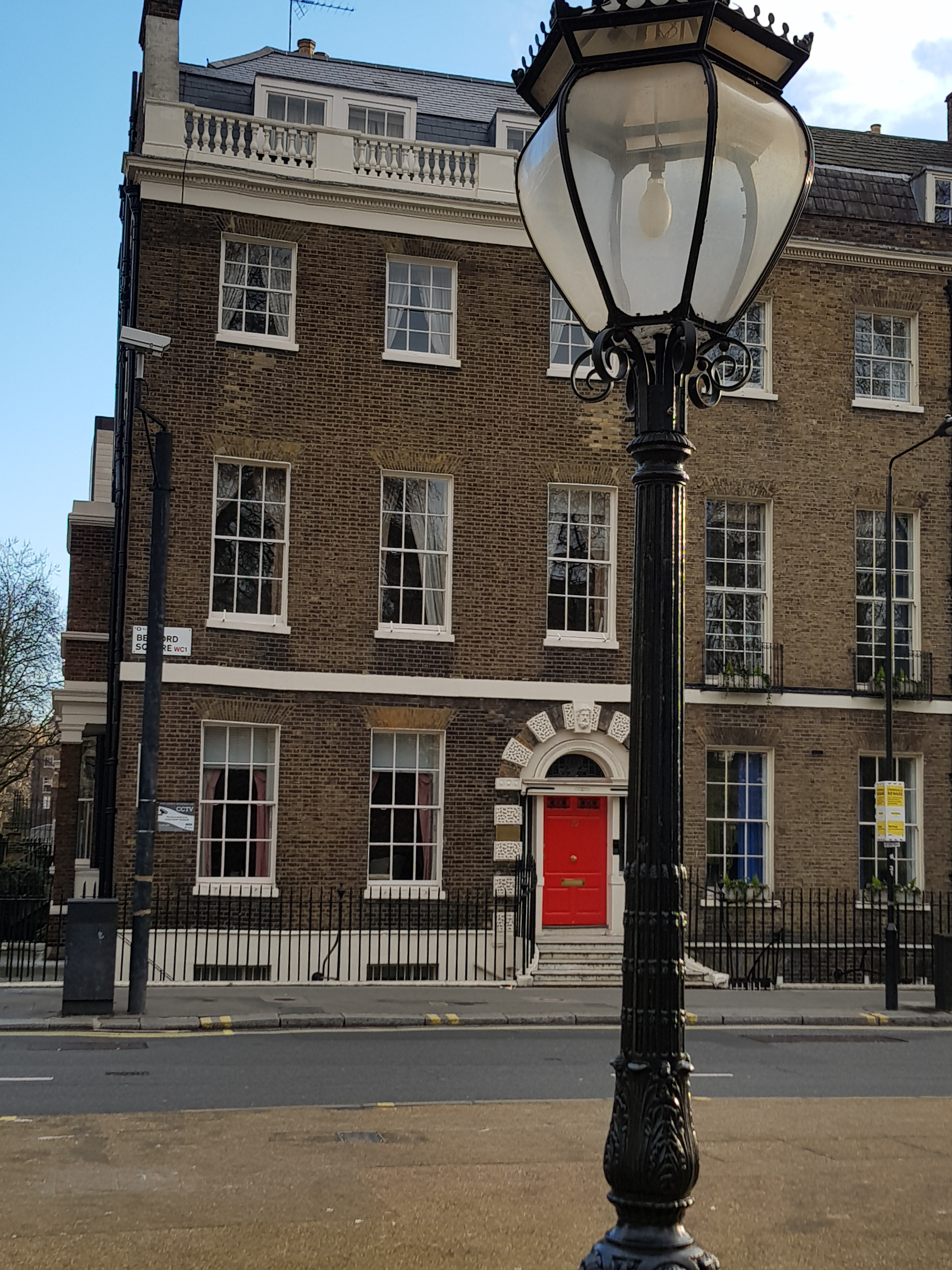
10 Bedford Square.

Bedford Square représente l'un des meilleurs exemples de l'architecture georgienne à Londres. Il fut construit peu de temps après le Building Act de 1774 visant à améliorer les normes de construction. Les fenêtres aux châssis en bois des maisons du square furent ainsi les premières de la ville à être placées de sorte à minimiser les risques de propagation d'incendie. Toutefois, en raison du coût des matériaux, les constructeurs ont éludé certains points de la nouvelle législation.
Toutes les portes d'entrée des demeures en brique sont décorées de la célèbre pierre de Coade, une sorte de céramique créée par Eleanor Coade dans son usine de Lambeth et dont le mode de fabrication est longtemps resté secret. Les numéros 1-10, 11, 12-27, 28-38 et 40-54 du square sont classés Grade I (au même titre que le palais de Buckingham ou le palais de Westminster).
Le jardin central du square est privatif, à l'instar de nombreux espaces verts de la capitale anglaise.

## Préservation du patrimoine
Bedford Square a connu d'importants travaux de restauration qui se sont achevés en novembre 2006. Le tracé de ses rues, les trottoirs, ainsi que l'éclairage ont été restaurés dans leur état originel. Ce dernier avait été modifié par un système de route établi dans les années 1970.
Les améliorations portent sur :
- la restitution de la géométrie d'origine du square en réalignant les rues afin que celles-ci soient parallèles aux habitations ;
- l'ajout d'une zone piétonne plus large, recouverte de gravier et située autour du jardin privatif central ;
- l'ajout d'un nouveau matériel urbain dans la zone recouverte de gravier (bancs publics pensés dans le style du square, éclairage moderne en conservant les colonnes de luminaires d'origine) ;
- le repavement des zones piétonnes au nord, au sud et à l'ouest du square en pierre de York réputée pour sa qualité et son esthétique ;
- des espaces de stationnement supplémentaires et/ou leur relocalisation selon le type de véhicules.

Le projet a coûté 740 000 £ et a été financé par le Council, The English Heritage, Bedford Estates et The Crown Estate. Cette restauration fait partie d'un vaste programme de restauration des squares de Bloomsbury (Campaign for London Squares).

## Résidents actuels
- No 6 : New York University's NYU in London[2].
- No 16 : Paul Mellon Centre for Studies in British Art.
- No 29 : London Office of the Turkish Republic of Northern Cyprus.
- No 36 : Architectural Association School of Architecture.
- No 50-51 : London School of Hygiene and Tropical Medicine.

## Le square dans la littérature
Bedford Square est également le titre d'un roman policier d'Anne Perry paru aux éditions 10/18.